# 翁蒂年特足球俱乐部
翁蒂年特足球俱乐部（西班牙語：Ontinyent Club de Fútbol）是西班牙翁蒂年特市的一个足球俱乐部，成立于1947年。